# فيليلا دي سان أنطونيو
فيليلا دي سان أنطونيو (بالإنجليزية: Velilla de San Antonio)‏ هي بلدية ومدينة في منطقة الحكم الذاتي وتقع في منطقة مدريد في وسط إسبانيا. تبلغ مساحة هذه المدينة 14.35 (كم²)، ويبلغ عدد سكانها 11553 نسمة حسب إحصاء سنة 2009 م.

## وصلات خارجية
- الموقع الرسمي